# Ian McGuire
Ian McGuire   (Kingston upon Hull, 1964) és un autor i acadèmic anglès. El 1996 es va incorporar a la Universitat de Manchester com a professor de literatura americana i més tard va donar classes d'escriptura creativa. Va ser codirector del Center for New Writing i actualment n'és professor titular.
McGuire va néixer a Kingston upon Hull (East Riding de Yorkshire) i va estudiar a la Universitat de Manchester. Més tard va rebre un màster a la Universitat de Sussex i després un doctorat en literatura americana del segle xix a la Universitat de Virgínia. Ha publicat històries a the Paris Review i Chicago Review, entre d'altres. Ha publicat articles sobre Walt Whitman, Herman Melville i William Dean Howells, i la seva esfera d'interès és la tradició realista nord-americana des de la dècada de 1880 en endavant.

## Novel·les
Ficció
- 2020 - The Abstainer, Simon & Schuster (GB) /Scribner (GB), i Random House (EUA) [El Abstemio, Seix Barral 2021][4]
- 2016 - The North Water, Simon & Schuster (GB)/Scribner (GB), i Henry Holt and Company (EUA) [La Sangre Helada, Roca Editorial 2016][5]
- 2006 - Incredible Bodies, Bloomsbury Publishing

No ficció
- 2015 - Richard Ford and the Ends of Realism, University of Iowa Press

## Premis
- 2017. Premi Endeavour Ink Gold Crown de l'Associació d'Escriptors Històrics per The North Water.[6]
- 2017. Premi Encore de la Royal Society of Literature per The North Water.[7]
- 2016. The North Water fou inclosa al Premi Booker 2016.[8]
- 2016. The North Water fou inflosa dins els 10 Millors llibres del New York Times.[9]